# Кирилл (Павлов)
Архимандри́т Кири́лл (в миру Ива́н Дми́триевич Па́влов; 8 октября 1919, Маковские Выселки, Рязанская губерния — 20 февраля 2017, Переделкино) — архимандрит, духовник Троице-Сергиевой лавры. Один из наиболее почитаемых старцев Русской православной церкви конца XX — начала XXI веков, духовный отец трёх русских патриархов, упоминается также как «всероссийский духовник».

## Биография
Родился 8 октября 1919 года в деревне Маковские Выселки в набожной крестьянской семье. С 12 лет жил у неверующего брата, под влиянием среды отошёл от религии. После окончания Касимовского индустриального техникума работал технологом на металлургическом комбинате в городе Катав-Ивановске. Уже после войны, приняв монашеский постриг, каждый год отец Кирилл в пасхальный период посещал родную деревню и село Маково в 12 км от Михайлова, где у него похоронены родители, брат и сёстры. В селе помог восстановить колокольню и храм, который не закрывался на протяжении всей советской истории.
Был призван в Красную армию в 1939 году, служил на Дальнем Востоке. Участник Великой Отечественной войны в звании лейтенанта, участвовал в обороне Сталинграда (командовал взводом), в боях возле озера Балатон в Венгрии в самоходном полку, закончил войну в Австрии. Демобилизовался в 1946 году.
Во время войны Иван Павлов обратился к вере. Он вспоминал, что, неся караульную службу в разрушенном Сталинграде в апреле 1943 года, среди развалин дома нашёл Евангелие.
Иногда архимандрита Кирилла отождествляют со знаменитым сержантом Яковом Павловым, также участвовавшим в Сталинградской битве и оборонявшим знаменитый «дом Павлова». Однако речь идёт об однофамильце — гвардии старший сержант Яков Павлов после войны находился на партийной работе и в монахи не постригался. Необычные параллели в их судьбах прослеживает писатель Николай Коняев в очерке «Россия держится на сержантах Павловых». В этом очерке, опубликованном в 2004 году в газете «Русь Державная», впервые отмечено в печати, что старец Кирилл духовный отец трёх русских патриархов — Алексия Первого, Пимена и Алексия Второго.
Стал читать её и почувствовал что-то такое родное, милое для души. Это было Евангелие. Я нашёл для себя такое сокровище, такое утешение!.. Собрал я все листочки вместе — книга разбитая была, и оставалось то Евангелие со мною всё время. До этого такое смущение было: почему война? Почему воюем? Много непонятного было, потому что сплошной атеизм был в стране, ложь, правды не узнаешь… Я шёл с Евангелием и не боялся. Никогда. Такое было воодушевление! Просто Господь был со мною рядом, и я ничего не боялся.
По демобилизации поступил в семинарию: «В 1946 году из Венгрии меня демобилизовали. Приехал в Москву, в Елоховском соборе спрашиваю: нет ли у нас какого-нибудь духовного заведения? „Есть, — говорят, — духовную семинарию открыли в Новодевичьем монастыре“. Поехал туда прямо в военном обмундировании. Помню, проректор отец Сергий Савинских радушно встретил меня и дал программу испытаний». По окончании Московской духовной семинарии поступил в Московскую духовную академию, которую окончил в 1954 году.
25 августа 1954 года был пострижен в монашество в Троице-Сергиевой лавре. Вначале был пономарём. В 1970 году стал казначеем, а с 1965 года — духовником монашеской братии. Был возведён в сан архимандрита.
Назначен духовником патриарха Алексия II, в связи с этим переехал в Переделкино (где находится Патриаршая резиденция), продолжая духовно окормлять монахов лавры. Награждён церковными орденами преподобного Сергия Радонежского и святого князя Владимира. Автор многочисленных проповедей и поучений. Наставник молодых монахов, принявших постриг в лавре. Много писал в эпистолярном жанре; ежегодно архимандрит Кирилл отправлял архиереям, священникам, мирянам, духовным чадам и даже малознакомым людям до 5000 писем с поздравлениями, наставлениями и назиданиями.
4 декабря 2003 года перенёс инсульт, который лишил старца возможности двигаться и общаться с внешним миром. По свидетельству архимандрита Алексия (Поликарпова), наместника Свято-Данилова монастыря в Москве, общавшегося со своим духовником, старец Кирилл «очень слаб, немощен, но он молится за нас. Ему очень трудно говорить сейчас, он почти не может говорить, но сказал однажды: „Каждый должен делать своё дело…“».
Батюшка Кирилл по-прежнему с нами и молится за нас. Скорее, это свидетельство о том чуде, которым и сегодня остаётся его жизнь, о той силе, которая, по слову Христа, является в предельной немощи измождённого и истончённого страданием тела.
Кирилл Павлов упоминался как духовник религиозного деятеля Сергия (Романова).
Кирилл Павлов скончался вечером 20 февраля 2017 года в Патриаршей резиденции в Переделкине.
Похоронен в Троице-Сергиевой лавре.

## Оценки и высказывания
Архимандрит Кирилл является одним из наиболее почитаемых русских старцев конца XX — начала XXI веков. Он говорил:

Главное — надо любовь хранить. Не нужно никакой вражды, никаких расколов учинять. Враг боится мира. Вражда — самое испытанное его средство. Поэтому желаю вам, чтобы братство было единодушное. Снисходили бы друг к другу, прощали бы друг другу. Как апостол Павел сказал: «Возлюбленные и избранные Божии, облекитесь в милосердие, в благость, в смиренномудрие, в кротость, долготерпение, снисходя друг к другу и прощая взаимно обиды, жалобы».

В отличие от протоиерея Николая Гурьянова и других православных старцев негативно отнёсся к волновавшему значительную часть православной общественности введению ИНН как к составной части опасных для православной веры глобализационных процессов. Призывал к бдительности, считая, что отречение от Христа может начинаться неприметно, в рутине повседневных и ставших привычными грехов, которые сам человек склонен считать мелкими и незначительными. ИНН и всё с ним связанное, по мнению отца Кирилла, — это «начало конца». В то же время он воздерживался от резких выступлений против введения ИНН, не желая стимулировать церковный раскол. В изложении посещавших архимандрита людей его позиция выглядела так:

Если нет мира, то делать ничего не надо, только вред будет. Сопротивляться введению ИНН нужно так, чтобы никаких раскольнических настроений не возникало среди паствы, а пастыри не должны осуждать друг друга и тем более архипастырей, чтобы не страдало единство Церкви. Тем, кто может, нужно добиваться от Правительства, от Думы, чтобы был принят закон, освобождающий православных от присвоения номеров.

Кирилл написал вступительное слово к книге Марии Жуковой об отце — «Маршал Жуков — мой отец». Во вступительном слове, характеризуя маршала Победы, Кирилл, в частности, отметил: «Душа его христианская, печать избранничества Божьего чувствуется во всей его жизни».
В 2012 году под редакцией священника Виктора Кузнецова вышла в свет книга «Старец архимандрит Кирилл (Павлов)» — рассказы тех, кто встречался и беседовал с почитаемым старцем Кириллом.